# Étrennes

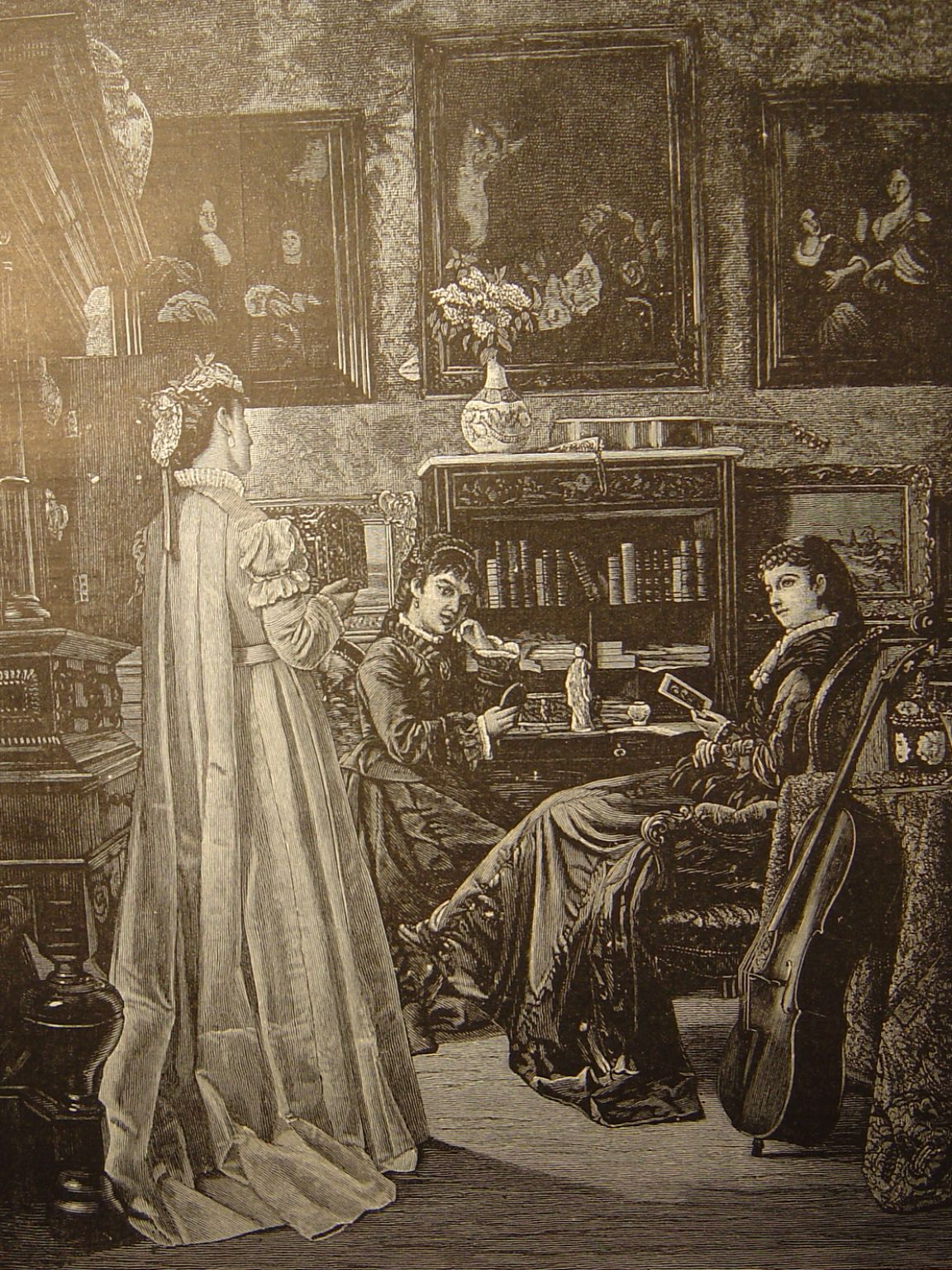
Les Étrennes : dans ce dessin de Joseph Stevens, une jeune femme montre à deux amis les riches cadeaux qu'elle vient de recevoir comme étrennes (L'Illustration européenne, 1881)

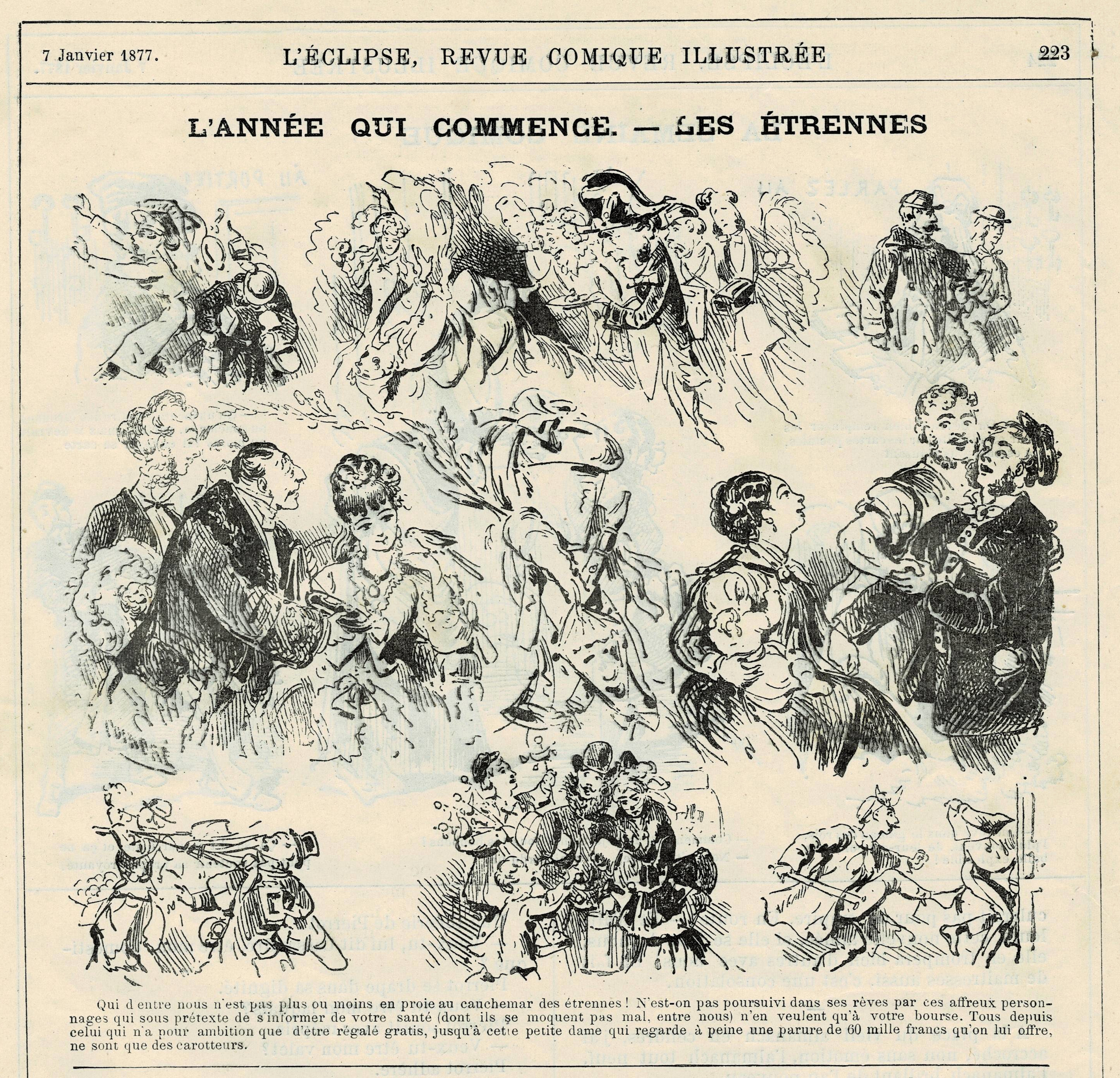
Dessin de Victor Coindre (L'Éclipse, 1877).

Les étrennes sont des cadeaux offerts obligatoirement en début d'année, au début du mois de janvier.

## Dans l'Antiquité
C'est de Rome que nous vient l'usage du premier jour de l'an et des étrennes. Tatius, roi des Sabins – qui par la suite régna sur les Romains conjointement avec Romulus – ayant, après la réunion des deux peuples, regardé comme un augure favorable qu'on lui eût fait présent, au premier jour de l'an, de quelques branches coupées dans un bois consacré à Strena, déesse de la force, convertit en coutume ce qui n'avait été que l'effet du hasard, et donna aux présents qu'il reçut depuis au renouvellement de chaque année le nom de Strenae, dont nous avons fait étrennes. À des branches d'arbre, bientôt les Romains substituèrent des figues, des dattes, du miel : symboles, comme nos confitures et nos dragées, de toutes les douceurs qu'ils souhaitaient à leurs amis pendant le cours de l'année nouvelle. Les clients joignaient une pièce d'argent aux étrennes qu'ils donnaient à leurs patrons, ce qui était un signe de tribut. Les trois ordres de l'Etat donnaient à Auguste des étrennes dont il employait le prix à l'achat de la statue de quelque divinité. Il pensait que les deniers du peuple devaient être consacrés à des objets d'utilité publique, et ne devaient pas entrer dans l'épargne de l'empereur. L'usage de recevoir des étrennes, tantôt imité, tantôt négligé par ses successeurs, ne s'est définitivement conservé qu'entre particuliers.
Le mot étrennes pourrait provenir du nom de la déesse romaine de la santé Strena, qui était célébrée le premier janvier. Simple don de plantes porte-bonheur à l'origine, elles se sont rapidement développées sous l'Empire romain : elles étaient constituées de don de nourriture, puis de vêtements, argent, objets précieux, meubles...
D'origine païenne, les étrennes ont été condamnées comme pratique « diabolique » par les Pères de l'Église, dont saint Augustin.

## En France

### Révolution française
Le 29 novembre 1789, l'Assemblée nationale constituante, considérant qu'il s'agit d'une forme de corruption, décide de supprimer les étrennes reçues par les agents de l'État :
« À compter du 1er décembre prochain, il ne sera permis à aucun agent de l'administration ni à aucun de ceux qui, en chef ou en sousordre, exercent quelque fonction publique, de rien recevoir à titre d'étrennes, gratifications, vin de ville, ou sous quelqu'autre dénomination que ce soit, des compagnies, administrations des provinces, villes, communautés, corporations ou particuliers, sous peine de concussion ; aucune dépense de cette nature ne pourra être allouée dans le compte desdites compagnies, administrations, villes, communautés, corporations. »
L'expression « livre d'étrennes » semble apparaître vers 1807, comme en témoigne des articles parus dans la Gazette de France, à propos d'ouvrages illustrés de gravures à offrir aux enfants.

### Troisième République
Concurrencée par l'emploi du mot anglais keepsake (« souvenir », « cadeau de fin d'année ») au cours des années 1830-1840, l'expression « livres d'étrennes » s'impose en France entre le milieu du XIXe siècle et au moins jusqu'à la Première Guerre mondiale pour désigner des « beaux » livres édités à cette occasion. Ils représentent un important marché pour les éditeurs de l'époque qui ciblent le jeune public : citons Mame, Hachette et Cie, Hetzel ou la Maison Quantin. Ils sont généralement entoilés, cartonnés et très illustrés.